# NGC 4051
NGC 4051 je spirální galaxie s příčkou v souhvězdí Velké medvědice. Objevil ji William Herschel 6. února 1788. Od Země je vzdálená přibližně 36 milionů světelných let
a je hlavním členem jižní části Skupiny galaxií Velká medvědice, která má označení LGG 269.
Galaxie má hvězdnou velikost 10,2 a na obloze se dá najít 4° jihovýchodně od hvězdy Alkafzah (χ UMa), která má hvězdnou velikost 3,7.
Je to Seyfertova galaxie s aktivním galaktickým jádrem.

## Supernovy
V této galaxii bylo pozorováno několik supernov: SN 2010br typu Ib/c s magnitudou 17,7, SN 2003ie typu II s magnitudou 15,2 a SN 1983I s magnitudou 13,5.